# Chitarra acustica
Una chitarra acustica è un tipo di chitarra in cui il suono è prodotto dalla vibrazione delle corde e si propaga ad intensità udibili attraverso la risonanza della cassa armonica, senza bisogno di amplificazione elettrica. Il termine "chitarra acustica" è un retronimo, coniato dopo l'avvento della chitarra elettrica che utilizza l'amplificazione elettronica per rendere il suono udibile. Spesso viene usato impropriamente per indicare la chitarra folk.

## Classificazione
Designando genericamente le chitarre che utilizzano metodi meccanici per la produzione del suono, del gruppo delle chitarre acustiche fanno parte una grande varietà di strumenti di tutte le tradizioni.

### Chitarre con corde di nylon o di budello
- Chitarra barocca
- Chitarra classica
- Chitarra flamenca
- Chitarra multicorde
  - Chitarra a 7 corde
  - Chitarra a 8 corde
  - Chitarra a 9 corde
  - Chitarra a 10 corde
- Chitarra-lira

### Chitarre con corde di acciaio
- Chitarra folk (talvolta chiamata, con termine impropriamente generico, come "chitarra acustica")
- Chitarra a 12 corde
- Chitarra resofonica
- Chitarra battente
- Lap steel guitar
- Basso acustico